# Norstedt

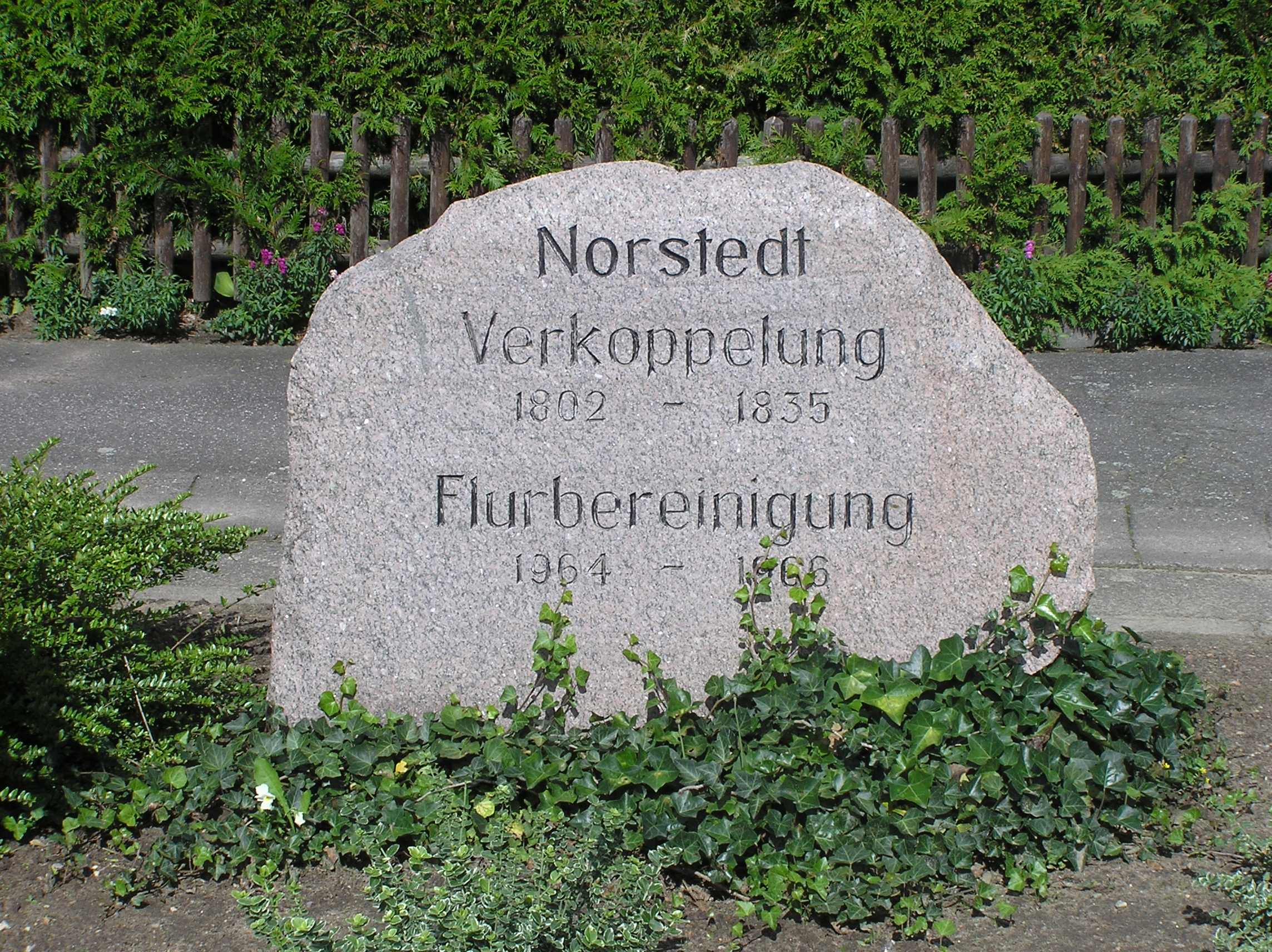
Gedenkstein zur Verkoppelung und Flurbereinigung in der Gemeinde

Norstedt (dänisch: Nordsted, nordfriesisch: Noorst) ist eine Gemeinde im Kreis Nordfriesland in Schleswig-Holstein zwischen Viöl und Bredstedt.

## Geografie

### Geografische Lage
Das Gemeindegebiet befindet sich inmitten der Endmoränenlandschaft der Hohen Geest nordöstlich der Kreisstadt Husum. Diese ist ein Teilraum der Schleswigschen Geest im Amt Viöl. Die westliche Gemeindegrenze befindet sich im Drelsdorfer Forst, die östliche wird in großen Teilen durch den Bachlauf der Eckstockau, einem kleinen orografisch rechten Zufluss zur Arlau, gebildet.

### Gemeindegliederung
Neben dem Hauptort liegen ebenfalls die Ortsteile Spinkebüll (dän. Spinkebøl), Norstedt-Norderfeld und -Westerfeld innerhalb des Gemeindegebiets.

### Nachbargemeinden
| Drelsdorf  | Kolkerheide                                 | Löwenstedt |
| Bohmstedt  | Kompassrose, die auf Nachbargemeinden zeigt | Haselund   |
| Ahrenshöft | Viöl                                        | Viöl       |

## Geschichte
Der Ort wurde 1452 (LAS) erstmals als Nordstede erwähnt. Die Besiedlung im Bereich des Gemeindegebiets liegt aber bereits sehr viel früher. Zeugnis darüber geben unter anderem die Söbenbargen (Sieben Berge). Hierbei handelt es sich um Grabhügel aus der Jungsteinzeit, welche immer noch sichtbar sind, diese sind aber nur ein Teil von mehreren Grabhügeln.
Überliefert sind auch zahlreiche Grenzstreitigkeiten mit dem ehemals zum Domkapitel Schleswig gehörigen Nachbarort Spinkebüll im 17. Jahrhundert. 1934 erfolgte die Eingemeindung des ehemaligen Nachbarortes.
Der Ortsname bezeichnet eine nördliche Wohnstätte zu dem Adverb altdän. northær (≈nördlich) und altdän. -stath, neudän -sted. Weniger wahrscheinlich ist eine Ableitung zum Rufnamen Nori. Die dialektale dänische/jütländische Aussprache ist Norstej. Spinkebüll wurde erstmals im 14. Jh. erwähnt (Rep. Dipl.). Der Ortsname geht auf den Beinamen Spinke zu dän. spink mit der ursprünglichen Bedeutung Splitter oder kleine Person zurück. Möglich ist auch die Ableitung auf dän. spurv für Sperling. Das Suffix -büll (dän. -bøl, nordfriesisch -bel) bezeichnet eine Siedlung.
Bis zum Deutsch-Dänischen Krieg 1864 gehörten die Orte Norstedt und Spinkebüll zum Kirchspiel Viöl (Fjolde Sogn) innerhalb der Nordergoesharde im Amt Bredstedt im Herzogtum Schleswig. Am 1. April 1934 wurde die Kirchspielslandgemeinde Viöl aufgelöst. Etliche ihrer Dorfschaften, Dorfgemeinden und Bauerschaften wurden zu selbständigen Gemeinden/Landgemeinden, so auch Norstedt. Am 1. Dezember 1934 wurde Norstedt mit der Nachbargemeinde Spinkebüll zu einer neuen Gemeinde Norstedt zusammengeschlossen.

## Politik

### Gemeindevertretung
Bei der Gemeindewahl 2023 entfielen wiederholt alle neun Sitze auf die Wählergemeinschaft AWN.  Die Wahlbeteiligung betrug 59,3 Prozent.

### Bürgermeister
Für die Wahlperiode 2018–2023 wurde von der Gemeindevertretung Volker Carstensen (AWN) zum Bürgermeister gewählt.

## Kultur und Sehenswürdigkeiten
Neben einer Theatergruppe engagieren sich verschiedene Vereine und örtliche Institutionen im kulturellen Bereich. Hierzu zählen die Freiwillige Feuerwehr, der Ortskulturring, ein Ringreiterverein, der Verein Freizeitbad Norstedt-Spinkebüll e. V. sowie eine Ortsgruppe des Sozialverbands Deutschland. Das Deutsche Rote Kreuz ist in der Gemeinde mit zwei Ortsgruppen, zunächst im Hauptort und einmal im Ortsteil Spinkebüll, vertreten.

## Wirtschaft und Infrastruktur
Das Gemeindegebiet ist überwiegend landwirtschaftlich geprägt.
Um den Norstedter Kroog, dem gesellschaftlich, sozialen Mittelpunkt des Dorfes, gruppieren sich verschiedene Gewerbebetriebe. Im nördlichen Bereich der Gemeinde steht der Bürgerwindpark Norstedt, der aus sieben Windkraftanlagen besteht. Seit Herbst 2010 ist ein Bürgersolarpark in Betrieb. Die zugehörige Freiflächenanlage befindet sich westlich des Ortszentrums am Rand des Drelsdorfer Forstes.

### Verkehr
Norstedt liegt an der schleswig-holsteinischen Landesstraße 28. Sie bindet die Gemeinde an die überörtlichen Fernstraßen B 200 in Viöl sowie B 5 in Bredstedt an.
Die nächstgelegenen Bahnhöfe befinden sich in Husum und Bredstedt.
Der öffentliche Personennahverkehr der Autokraft bedient den Ort mit einer Buslinie von Viöl aus. Dieser ist jedoch weitestgehend auf den Schülerverkehr abgestimmt und fährt nur zu entsprechenden Uhrzeiten und nicht in den Schulferien.
Der Zubringerbus von und zur A. P. Møller-Skolen, einem Gymnasium sowie Gesamtschule der dänischen Minderheit in Schleswig, hält auf dem Weg von Langenhorn nach Schleswig ebenso in Norstedt.

### Bildung
Im Ort direkt sind keine schulischen Bildungseinrichtungen vorhanden. Im Regelfall gehen die Kinder in die Schule Viöl. Diese ist heute eine Gemeinschaftsschule mit integriertem Grundschulteil. Das nächstgelegene Gymnasium befindet sich in Husum.